# Anadenobolus scobinatus
Anadenobolus scobinatus är en mångfotingart som först beskrevs av Pocock 1907.  Anadenobolus scobinatus ingår i släktet Anadenobolus och familjen Rhinocricidae. Inga underarter finns listade i Catalogue of Life.